# 西海市立江島小中学校
西海市立江島小中学校（さいかいしりつ えのしましょうちゅうがっこう, Saikai City Enoshima Elementary School and Junior High School）は長崎県西海市崎戸町江島にある公立小・中併設校。

## 概要
歴史
1874年（明治7年）に開校した「公立下等江島小学校」を前身とし、1947年（昭和22年）の学制改革の際に新制中学校を併設。2014年（平成26年）に創立140年を迎える。
学校教育目標
「自ら考え、自ら行う」
校章
中央に「小中」の文字（縦書き）を置いている。
校歌
小中共通。歌詞は2番まであり、両番ともに校名の「江島校」が登場する。
校区
住所表記で「西海市崎戸町江島」の地域全域。

## 沿革
- 1874年（明治7年）- 学制に基づき、江島村193番地に「公立下等江島小学校」（4年制）が開校。
- 1881年（明治14年）- 教育令改正後の「小学校教則綱領」の制定により、「公立初等江島小学校」（3年制）となる。
- 1886年（明治19年）9月 - 小学校令の制定により、簡易科（3年制）を設置し、「簡易江島小学校」に改称。
- 1889年（明治22年）4月1日 - 町村制の施行により、江島村立の小学校となる。
- 1890年（明治23年）- 小学校令の改正により、簡易科を廃止の上、尋常科（4年）を設置し、「尋常江島小学校」に改称。
- 1893年（明治26年）4月1日 - 小学校令の一部改正により、「江島尋常小学校」に改称（「尋常」の位置が変わる）。
- 1908年（明治41年）4月1日 - 小学校令の一部改正により、義務教育年限が尋常科4年から尋常科6年に延長されたことにより、尋常科5年を新設。
- 1909年（明治42年）4月1日 - 尋常科6年を新設（尋常科6年が完成）。
- 1922年（大正11年）5月18日 - 江島農業補習学校を併設。
- 1926年（大正15年）4月1日 - 高等科（2年制）を併設し、「江島尋常高等小学校」に改称（尋常科6年・高等科2年）。
- 1927年（昭和2年）5月28日 - 江島村204番地に校舎を増築。
- 1935年（昭和10年）4月1日 - 青年学校令の施行により、併設の江島農業補習学校が「江島青年学校」に改称。
- 1941年（昭和16年）4月1日 - 国民学校令の施行により、「江島村国民学校」に改称。尋常科を初等科に改称（初等科6年・高等科2年）。
- 1947年（昭和22年）4月1日 - 学制改革（六・三制の実施）が行われる。
  - 旧・江島村国民学校の初等科が改組され、「江島村立江島小学校」が発足。
  - 旧・江島村国民学校の高等科と江島青年学校が改組され、「江島村立江島中学校」（新制中学校）が発足し、小学校に併設される。
- 1956年（昭和31年）9月1日 - 町村合併により、「崎戸町立江島小中学校」と改称。
- 1970年（昭和45年）
  - 4月1日 - 校章と校歌を制定。
  - 4月29日 - 校旗が贈呈される。
- 1972年（昭和47年）
  - 1月12日 - 中学校校舎が完成。
  - 9月11日 - 学校給食を開始。
- 1981年（昭和56年）2月28日 - 体育館が完成。
- 1989年（平成元年）10月3日 - グラウンドを整備。
- 1991年（平成3年）10月28日 - パソコン4台を導入。
- 1998年（平成10年）11月28日 - 校舎を改修。
- 2005年（平成17年）4月1日 - 町村合併により、「西海市立江島小中学校」（現校名）に改称。
- 2008年（平成20年）4月1日 - 小学校が入学者なしで休校となる[1]。
- 2010年（平成22年）4月1日 - 小学校が復校。
- 2011年（平成23年）4月1日 - 中学校が入学者なしで休校となる[2]。
- 2016年（平成28年）4月1日 - 中学校が再開。

## 交通アクセス
最寄りのバス停
- 島内に路線バスは運行していない。

最寄りの港
- 江島港 - 江島 (長崎県)#アクセスを参照。

## 周辺
- 江島簡易郵便局

## 参考資料
- 「西彼杵郡現勢一班」（1926年（昭和元年）12月31日発行, 出版:郡役所廃止記念会）- 国立国会図書館近代デジタルライブラリー p.366（コマ番号194）
- 「崎戸町の歴史」（1978年（昭和53年）発行, 崎戸町教育委員会）